# Волков, Сергей Николаевич (экономист)
Серге́й Никола́евич Во́лков (род. 29 декабря 1951, Москва) — советский и российский учёный в сфере землеустройства, экономики землепользования и земельного кадастра. Профессор, академик РАСХН (2007) и РАН (2013), доктор экономических наук, ректор Государственного университета по землеустройству в 1997-2021 годах.

## Биография
Родился в Москве 29 декабря 1951 года.
В 1974 году с отличием окончил Московский институт инженеров землеустройства по специальности «землеустройство». Работал ассистентом, доцентом кафедры землеустроительного проектирования (1974—1983), деканом (1983—1987) землеустроительного факультета, проректором по учебной работе (1987—1997) МИИЗ (с марта 1992 года — ГУЗ). С 1997 по 2021 год — ректор Государственного университета по землеустройству, одновременно заведующий кафедрой землеустроительного проектирования (с 1990).
В 1977 году защитил диссертацию на соискание ученой степени кандидата экономических наук на тему «Оптимальное планирование и проектирование использования земельных угодий в условиях водной эрозии почв (на примере хозяйств Центрально-Чернозёмной зоны)». В 1979 году ему присвоено учёное звание доцента по кафедре землеустроительного проектирования МИИЗ.
В 1986 году защитил диссертацию на соискание ученой степени доктора экономических наук на тему «Экономическая эффективность внутрихозяйственного землеустройства (теория и методика)». 
С 1997 года по 2021 год являлся председателем УМО вузов РФ по образованию в сфере землеустройства и кадастров, которое включает 80 вузов страны и 14 ассоциированных членов из других стран, одним из авторов Госстандартов, основных образовательных программ, примерных учебных планов и программ по специальностям землеустройства, которые используются в настоящее время в российских вузах,.
Президент Некоммерческого партнёрства «Национальный союз землеустроителей» (с 2012 года), президент Союза комплексного проектирования и землеустройства сельских территорий (с 2006 года). Президент Российского общественного объединения экономистов-аграрников. Является членом НПС по энергосберегающему земледелию Министерства сельского хозяйства РФ, а также входит в Совет по аграрной политике и Межведомственный совет по присуждению премии Правительства РФ по науке и технике. 
Член редколлегий журналов «Землеустройство, кадастр и мониторинг земель», «Кадастр недвижимости», «АПК: экономика, управление», «Кадастровый вестник», «Экономика сельского хозяйства и перерабатывающих предприятий», «Образование. Наука. Научные кадры», «Вестник экономистов-аграрников», «Агропродовольственная политика России», «Агроэкологический журнал», «Сбалансированное природопользование».
Соавтор федеральных законов «О землеустройстве», «Об обороте земель сельскохозяйственного назначения». 

## Научная деятельность
Научные труды Волкова внесли значительный вклад в агроэкономическую науку, помогли внедрить автоматизированную систему проектирования землеустройства, что позволило сформировать новое направление в сельскохозяйственной науке «Экономика землеустройства».
Волковым были разработаны теория эффективного землеустройства и графический метод, с помощью которого можно довольно точно планировать урожайность с/х культур; установлено влияние землеустроительных мероприятий в комплексе на экономическую эффективность аграрного производства.
Под руководством Волкова и его непосредственном участии в производство внедрены методики:
- эколого-хозяйственного зонирования территории;
- комплексной агроэкологической оценки земель;
- использования данных агроэкологической оценки земель при землеустроительном проектировании;
- межхозяйственного и внутрихозяйственного землеустройства;
- система автоматизированного землеустроительного проектирования.

Научно-методические разработки Волкова лежат в основе учебного процесса аграрных вузов России.
Подготовил 33 докторов и кандидатов экономических наук, руководитель свыше 130 дипломных проектов. Всего Волковым опубликовано 720 научных работ общим объёмом более 2300 печатных листов.

## Основные работы
- Экологические основы рационального землепользования. — М., 1994 (в соавт. с А. А. Варламовым и др.);
- Научные основы землеустройства (1995);
- Экономика землеустройства: учебник. — М.: Колос, 1996.
- Землеустроительное проектирование (1997);
- Землеустройство в условиях земельной реформы (экономика, экология, право) (1998);
- Землеустроительное проектирование и организация землеустроительных работ (1998);
- Вехи российского землеустройства: время, события, люди. — М.: ГУЗ, 2000 (в соавт. с Н. В. Комовым и др.);
- Пособие по землеустройству: практическое руководство / Рос. н.-и. и проект.-изыскат. ин-т зем. ресурсов. — М., 2001 (в соавт. с Н. В. Комовым и др.);
- Землеустройство. Т. 1—9. — М.: Колос, 2001—2009;
- Схема землеустройства административного района: практическое пособие / Рос. н.-и. и проект.-изыскат. ин-т зем. ресурсов. — М.: Юнипресс, 2002 (в соавт. с Н. В. Комовым и др.);
- Энциклопедия кадастрового инженера: учебное пособие для вузов. Вып. 1. — М.: Кадастр недвижимости, 2007 (в соавт. с М. И. Петрушиной и др.);
- Правовое и техническое регулирование отношений при проведении землеустройства сельских территорий: учебно-практическое пособие. — М., 2010;
- История землеустройства в России: опыт тысячелетия. — М., 2011 (в соавт. с Е. С. Киевской и И. И. Широкорад);
- Землеустройство: учебник для студентов вузов, обучающихся по направлению подготовки 120700 — «Землеустройство и кадастры» / Гос. ун-т по землеустройству. — М.: ГУЗ, 2013;
- Государственный университет по землеустройству. История и современность.1779-2014: 235 лет со дня основания. — Изд. 2-е, доп. — М.: ГУЗ, 2014 (в соавт. с И. И. Широкорад и др.);
- Профессора и доктора наук в области землеустройства и земельного кадастра: биографический справочник. — М.: ГУЗ, 2014 (в соавт. с М. П. Буровым и В. А. Косинским);

## Награды и звания
Государственные
- 1997 — Медаль «В память 850-летия Москвы».
- 14 июня 1997 г. — Почётное звание «Заслуженный деятель науки Российской Федерации»[5].
- 1999 — Нагрудный знак «Почётный работник высшего профессионального образования Российской Федерации» за достижения в подготовке кадров для землеустроительной службы страны.
- 10 декабря 2001 г. — Орден Почёта[6].
- 21 октября 2006 г. — Орден «За заслуги перед Отечеством» IV степени[7].
- 12 ноября 2013 г. — Лауреат премии Правительства Российской Федерации в области образования за комплекс учебных и учебно-методических изданий «Научно-образовательное и кадровое сопровождение землеустройства и земельно-кадастровой деятельности в новых социально-экономических условиях развития Российской Федерации»[8].
- 25 марта 2013 г. — Орден Дружбы — за большой вклад в социально-экономическое развитие района и многолетнюю добросовестную работу[9].
- 5 мая 2014 г. — Медаль «Дружба» (Монголия)[10].
- 8 июня 2020 г. — Орден Александра Невского — за заслуги в научно-педагогической деятельности, подготовке высококвалифицированных специалистов и многолетнюю добросовестную работу[11].

Региональные
- 12 мая 2004 г. — Знак отличия «За заслуги перед Московской областью» (постановление губернатора Московской области Б. В. Громова № 87-ПГ от 12.05.2004).
- 26 мая 2009 г. —  Знак Губернатора Московской области «За полезное» за многолетнюю плодотворную деятельность, большой вклад в развитие агропромышленного комплекса Московской области, подготовку квалифицированных кадров и в связи с 230-летием со дня образования Университета.
- 12 декабря 2011 г. — Медаль ордена Ивана Калиты (Постановление Губернатора Московской области № 160-ПГ от 12.12.2011 за подписью Губернатора Московской области Б. В. Громова).

Ведомственные
- 22 мая 2009 г. — Золотая медаль Министерства сельского хозяйства РФ «За вклад в развитие агропромышленного комплекса России» (приказ № 63 от 22.05.2009).
- 10 сентября 2009 г. — Медаль «За укрепление боевого содружества» за активное участие в организации взаимодействия с Вооруженными Силами Российской Федерации, высокие показатели в профессиональной деятельности, проявленные при этом старание, усердие и разумную инициативу (приказ Министра обороны РФ А. Э. Сердюкова от 10.09.2009 № 1115-лс).
- 27 апреля 2012 г. — Знак отличия (медаль) Федеральной службы государственной статистики «За заслуги в проведении Всероссийской переписи населения 2010 года» (приказ № 204 от 27.04.2012 за подписью руководителя А. Е. Суринова; медаль № 004777).
- 2012 — Звание «Почётный работник агропромышленного комплекса России» за активную общественную работу и многолетний труд[12].
- 2018 — Нагрудный знак «10 лет Росреестру».
- 2019 — Звание «Почётный работник Росреестра».

Церковные
- 6 июня 2001 г. — Орден Преподобного Сергия Радонежского II степени за труды по воссозданию домовой церкви Святых равноапостольных Константина и Елены при Государственном университете по землеустройству (награжден Патриархом Московским и всея Руси Алексием II).
- 25 мая 2004 г. — Орден святого благоверного князя Даниила Московского II степени к трудам и в связи с 225-летием Государственного университета по землеустройству (награжден Патриархом Московским и всея Руси Алексием II).
- 25 мая 2009 г. — Орден святителя Иннокентия, митрополита Московского и Коломенского II степени во внимание к усердным миссионерским трудам и в связи с 230-летием ГУЗ (грамота Патриарха Московского и всея Руси № 55 от 25.05.2009).
- 29 декабря 2011 г. — Медаль святителя Митрофана, первого епископа Воронежского II степени (удостоверение № 121 от 29.12.2011 за подписью Митрополита Воронежского и Борисоглебского Сергия).

Прочие
- 2000 — за заслуги в области развития землеустроительного производства было присвоено звание «Почётный землеустроитель России».
- 2001 — Почётный академик Русской академии.
- 18 мая 2004 г. — Медаль «Лауреат ВВЦ» (постановление Всероссийского выставочного центра № 24 от 18.05.2004, удостоверение № 457).
- 19 мая 2004 г. — Серебряная медаль Министерства сельского хозяйства Российской Федерации «За вклад в развитие агропромышленного комплекса России» (приказ № 76-нм от 19.05.2004 за подписью министра А. В. Гордеева).
- 25 мая 2004 г. — Медаль Петра I РАЕН (Международной академии наук о природе и обществе) за заслуги в деле возрождения науки и экономики России.
- 2004 — «Серебряный Константиновский почетный знак I степени» ГУЗа (№ 1)[13]
- 12 сентября 2005 г. — «Международная награда имени Сократа» Европейской Ассамблеи Бизнеса (ЕАБ) в рамках международной имиджевой программы «Лидеры XXI столетия» (laureate of the international Socrat`s Award, Certificate № 126, Oxford, England, 12.09.2005).
- 8 ноября 2006 г. — Почетный знак Российской академии естественных наук «Рыцарь науки и искусства» (протокол № 6 от 8.11.2006).
- 18 ноября 2006 г. — Национальная премия им. Петра Столыпина «Аграрная элита России» в номинации «За вклад в развитие новых технологий землеустройства» (удостоверение № 99).
- 9—12 октября 2009 г. — Золотая медаль ВВЦ за разработку национальной системы подготовки кадров в области землеустройства и кадастров для АПК РФ (XI Российская агропромышленная выставка «Золотая осень», диплом за подписью Е. Б. Скрынник и Ю. М. Лужкова).
- 12 декабря 2011 г. — Знак отличия «Парламент России» (удостоверение № 908, Постановление № 22 от 12.12.2011 за подписью председателя Совета по общественным наградам Российской геральдической палаты).
- 16 декабря 2011 г. — Звание «Почесний землевпорядник Украіни» («Почетный землеустроитель Украины») (знак и удостоверение № 1181 от 16.12.2011 за подписью главы земельного комитета Украины С. М. Тимченко).
- 29 декабря 2011 г. — Почетный знак Российской академии естественных наук «Звезда академии II степени» (за подписью Президента Академии А. К. Романенко, главного ученого секретаря М. С. Бунина).
- 29 декабря 2011 г. — Золотая медаль ВВЦ за разработку «Концепция национальной инновационной программы использования земель сельскохозяйственного назначения, её землеустроительное, правовое и экономическое обеспечение» (XIII Российская агропромышленная выставка «Золотая осень», диплом за подписью Е. Б. Скрынник, С. С. Собянина).
- 29 декабря 2011 г. — Памятная медаль «За труды в просвещении» (удостоверение за подписью председателя Комиссии М. М. Моисеева).
- 29 декабря 2011 г. — Почетный нагрудный знак Государственного университета по землеустройству «За вклад в землеустройство» I степени (приказ № 554 л/с от 29.12.2011 за подписью проректора по учебной работе ГУЗ И. И. Широкорад).
- 3 октября 2012 г. — Золотая медаль Всероссийского выставочного центра «Лауреат ВВЦ» (постановление № 20 от 03.10.2012).
- 11—14 октября 2012 г. — Золотая медаль XIV Российской агропромышленной выставки «Золотая осень» за разработку «Комплексное землеустройство и зонирование территории: инновационная и инвестиционная основа развития сельской экономики» (диплом за подписью министра сельского хозяйства Н. В. Федорова и мэра Москвы С. С. Собянина).
- 9 октября 2013 г. — Золотая медаль и диплом ВВЦ за разработку «Всероссийский студенческий землеустроительный отряд как инструмент внедрения инновационных технологий в практику управления сельскими территориями» конкурса «За инновационные разработки в области сельскохозяйственной науки» (за подписью Министра сельского хозяйства Н. В. Федорова и мэра Москвы С. С. Собянина).
- 14 июня 2015 г. — Международная награда (без номера) за качество «ESOR’s Quality Achivements Award 2015» (Золотая категория) в знак признания за выдающиеся заслуги, помощь и усилия по поддержанию и улучшению достижений в области управления качеством; вручена 14.06.2015 в Лондоне, Великобритания; свидетельство ESQR «Европейского общества исследований качества» за подписью исполнительного директора.
- 16 ноября 2023 г. — Почётная грамота Совета Межпарламентской Ассамблеи государств — участников Содружества Независимых Государств (Межпарламентская ассамблея СНГ) — за активное участие в деятельности Межпарламентской Ассамблеи и её органов, вклад в укрепление дружбы между народами государств — участников Содружества Независимых Государств[14].

Избран почётным профессором Государственного университета по землеустройству, Хуачжунского аграрного университета Центрального Китая (1996), Казахского национального аграрного университета, Кыргызского национального аграрного университета им. К. И. Скрябина, Уральской государственной сельскохозяйственной академии; почётный доктор Белорусской сельскохозяйственной академии (2000) и Московского государственного университета геодезии и картографии.